# ハッティ語
ハッティ語（Hattic language）は、アナトリアで紀元前3千年紀-紀元前2千年紀にかけて話されていた、非インド・ヨーロッパ語族の言語。膠着語に属す。未分類言語であり、カスキアン語との関係性が議論されているが、明らかではない。
インド・ヨーロッパ語族アナトリア語派の言語（ヒッタイト語）がアナトリアに到達する前から話されていた言語（先印欧語）の一つである（フルリ・ウラルトゥ語族などと同様）。
ハッティ語とヒッタイト語とは別系統の異なる言語である（ただしハッティはヒッタイトの語源となっている）。両者を区別するために「原ハッティ語」と呼ばれることもある。